# Vladimir Konstantinov
Vladimir Konstantinov (în rusă Владимир Андреевич Константинов; n. 19 noiembrie 1956, Vladimirovca, Unitățile administrativ-teritoriale din Stînga Nistrului, Republica Moldova) este un politician rus, președinte al Consiliului de Stat al Republicii Crimeea din 17 martie 2014, de asemenea, din 7 aprilie 2014, secretar al filialei regionale din Crimeea a partidului Rusia Unită. Este membru al Consiliului general al aceluiași partid.
A fost președinte al Consiliului Suprem al Republicii Autonome Crimeea în perioada 17 martie 2010 – 17 martie 2014, de asemenea, adjunct al Consiliului Suprem al Republicii Autonome Crimeea (1998–2014).
Este „Constructor onorat” al Republicii Autonome Crimeea (1999), cavaler al „Ordinului de Merit pentru Patrie”, gradul I (2014)  și Cetățean de onoare al Republicii Crimeea (2014). 
S-a născut în satul Vladimirovca din RSS Moldovenească (actualmente în Transnistria, regiune separatistă din componența Republica Moldova care e controlată în totalitate de Federația Rusă). 